# Zabala (Bilbao)

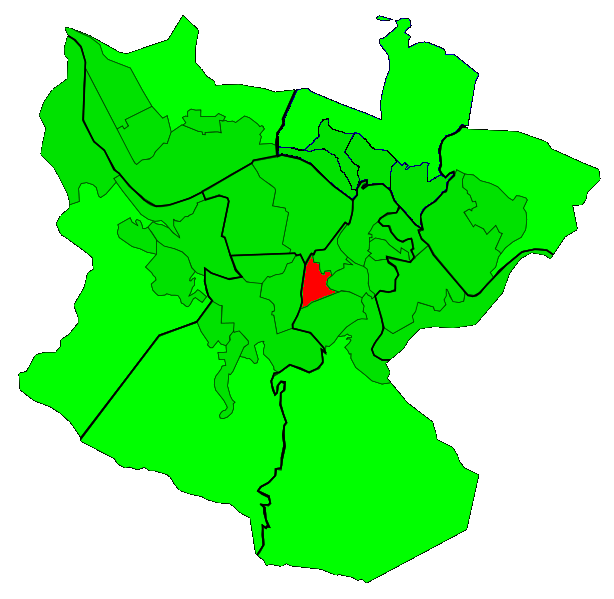
Ubicació de Zabala

Zabala és un barri del districte bilbaí d'Ibaiondo. Té una superfície de 0,21 kilòmetres quadrats i una població de 5.672 habitants (2008). Limita al nord amb el barri de San Frantzisko i Abando, a l'oest amb Iralabarri al sud amb San Adrian i Miribilla i a l'est amb Bilbo Zaharra.
Rep el nom del navegant basc originari de Durango Bruno Mauricio Zabala. Durant el segle XX s'hi construïren cases per als treballadors del ferrocarril. Cap al 2005 se soterraren les vies de Renfe.